# ليندا يو
ليندا يو (بالإنجليزية: Linda Yu)‏ هي صحفية أمريكية، ولدت في 1 ديسمبر 1946 في شيان في الصين.